# القرية (الاصيور)

تعديل مصدري - تعديل

القرية محلة تابعة لقرية وادي هنا، التابعة لعزلة الاصيور بمديرية حزم العدين إحدى مديريات محافظة إب في الجمهورية اليمنية، بلغ تعداد سكانها 128 حسب تعداد اليمن لعام 2004.